# De boneneter

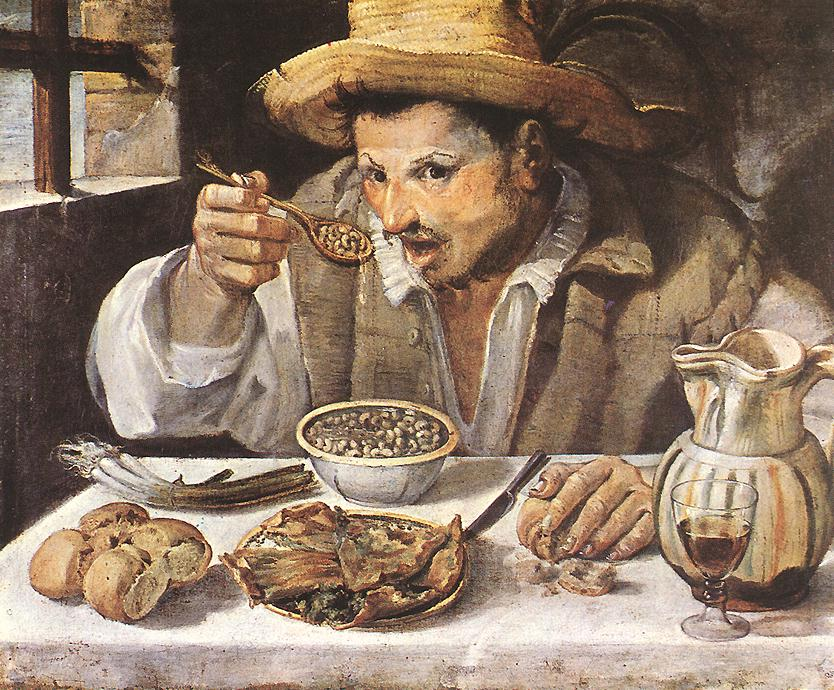
De boneneter, Carracci

De boneneter is een schilderij van de Italiaanse schilder Annibale Carracci. Het tussen 1580 en 1590 geschilderde werk hangt in de Galleria Colonna in Rome. Het schilderij meet 57 bij 68 cm en is gemaakt met olieverf.
Het onderwerp is een alledaags en weinig verheffend tafereel van een gewone man die gestoord wordt tijdens zijn maaltijd. Het schilderwerk is grof, schetsmatig, en licht en donker wisselen elkaar scherp af. Dit alles wijkt af van de in die periode gebruikelijke thema's en schilderwijze.
Er zijn voorstudies van het schilderij bekend.